# Prelude to Monolith
Prelude to Monolith è il terzo album della funeral doom metal band belga Until Death Overtakes Me edito nel 2003.
Il disco è stato distribuito sotto licenza creative commons (cc-by-nc-nd-3.0) ed è liberamente ascoltabile e scaricabile da internet.

## Tracce
1. Prelude to Monolith – 2:25
2. Missing – 21:45
3. Absence of Life – 15:21
4. Slip Away – 19:44
5. Marche Funèbre – 8:45

## Formazione[4]
- Stijn Van Cauter - Voce, tutti gli strumenti